# Turecký Kurdistán

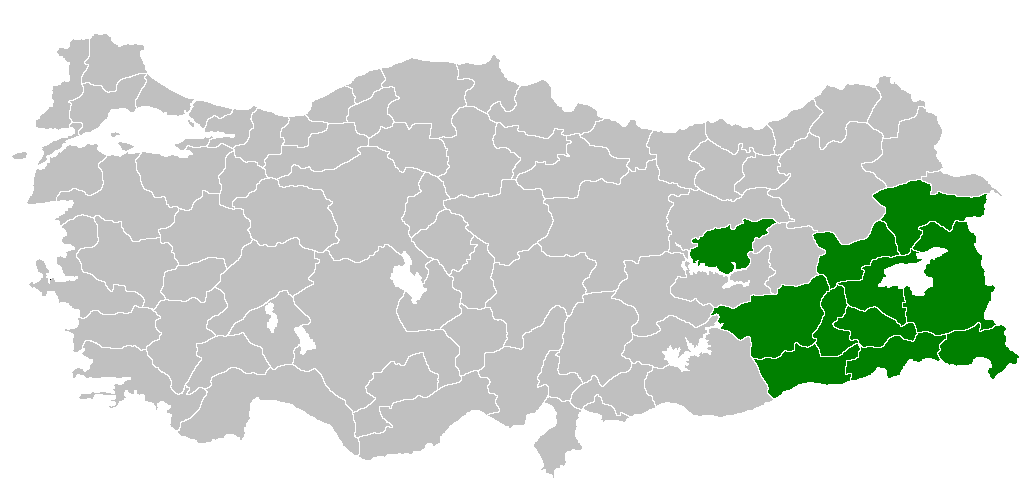
Turecký Kurdistán na mapě Turecka

Turecký Kurdistán je geokulturní region v jihovýchodní části Turecka, obydlený převážně Kurdy. Ti dlouhodobě usilují o nezávislost nebo alespoň autonomii, avšak neúspěšně. Veřejné užívání kurdštiny zde bylo až do roku 1991 zakázáno a do roku 2002 nebylo možné mluvit kurdsky ve školách.